# Montañas Nguru

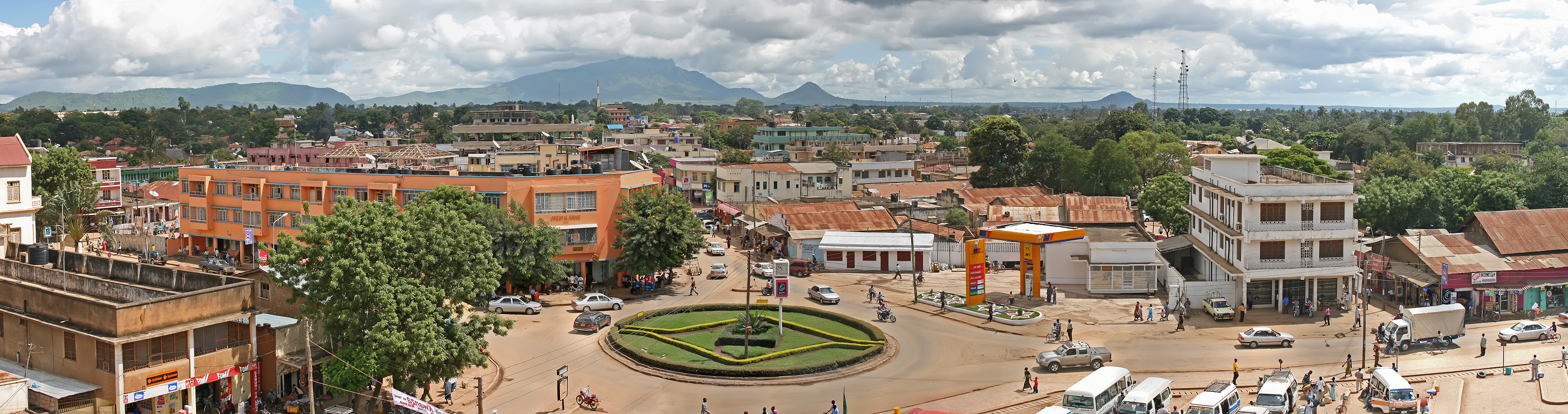
Las Montañas Nguru vistas desde Morogoro

Las montañas Nguru se extienden por la Región de Morogoro, Tanzania, África. Las montañas están su mayor parte cubiertas de selva tropical, son abundantes las aves con 83 especies (Romdal 2001), y son el hogar de las violetas africanas. Hay una serie de reservas forestales en las montañas.
Las montañas Nguru forman el comienzo de la cordillera que continúa a través de Ussagara y Uhehe y se extiende hasta el lago Nyassa. La mayor altura alcanza los 2130 metros . El flujo principal de las aguas que recogen las montañas es a través del Río Wami.